# Бер Ривер (Вајоминг)
Бер Ривер (енгл. Bear River) град је у америчкој савезној држави Вајоминг.

## Демографија
По попису из 2010. године број становника је 518.
| Група             | 2000.    | 2010.       |
| Белци             | 0 (0,0%) | 479 (92,5%) |
| Афроамериканци    | 0 (0,0%) | 1 (0,2%)    |
| Азијати           | 0 (0,0%) | 1 (0,2%)    |
| Хиспаноамериканци | 0 (0,0%) | 27 (5,2%)   |
| Укупно            | 0        | 518         |